# Патогномоничный симптом
Патогномоничный симптом (от др.-греч. πάθος — «страдание, болезнь» и γνώμωνικος — «узнаваемый, сведущий») — симптом, однозначно указывающий на определённую болезнь, основа для постановки диагноза. Патогномоничный признак — это особый признак, присутствие которого означает, что конкретное заболевание присутствует вне всякого сомнения.
Хотя некоторые признаки могут быть классическими, типичными или наводящими на размышления при определенном состоянии, они могут возникать неоднозначно при этом состоянии и, следовательно, не могут напрямую указывать на конкретный диагноз. При подозрении на некоторые заболевания, например, из группы аутоиммунных, для постановки окончательного диагноза не следует ориентироваться на единственный симптом, следует учитывать корреляцию с другими специфическими и неспецифическими симптомами.
Единичные патогномоничные признаки относительно редки. Примеры патогномоничных находок включают пятна Коплика внутри рта при кори, ладонные ксантоматы, которые можно увидеть на руках людей, страдающих гиперлипопротеинемией, тельца Бабеша-Негри в тканях головного мозга, инфицированных бешенством, или тетраду сыпи, артралгию, боли в животе и заболевание почек у ребенка с пурпурой Хеноха-Шенлейна или сукцинилацетоном при Тирозинемия типа I, тон открытия митрального клапана при стенозе левого атриовентрикулярного отверстия сердца, плазмодии в эритроцитах при малярии и других заболеваниях. Обнаружения этих симптомов достаточно для установления достоверного диагноза.

## Примеры
| Болезнь                                | Признаки                                                                        |
| -------------------------------------- | ------------------------------------------------------------------------------- |
| Цитомегаловирусная инфекция            | Внешний вид телец включения в форме глаза совы                                  |
| Лимфома Ходжкина                       | Клетки Рида-Штернберга (гигантские моно- и многоядерные клетки) при микроскопии |
| Болезнь Лайма                          | Хроническая мигрирующая эритема                                                 |
| Миозит тела включения                  | Волокнистый материал, видимый во включениях при электронной микроскопии         |
| Гипокальциемия                         | Знак приданого и Знак Хвостека                                                  |
| Столбняк или Отравление стрихнином     | Risus sardonicus                                                                |
| Корь                                   | Пятна Коплика                                                                   |
| Болезнь Вильсона                       | Kayser-Fleischer ring                                                           |
| Дифтерия                               | Псевдомембрана на миндалинах, глотке и полости носа                             |
| Хронический геморрагический панкреатит | Знак Грея-Тернера (экхимоз в области бока)                                      |
| Холера                                 | Рисово-водянистый стул                                                          |
| Кишечная лихорадка                     | Розовые пятна на животе                                                         |
| Менингит                               | Знак Кернига и Знак Брудзинского                                                |
| Стенокардия                            | Знак Левина (рука сжимает грудь)                                                |
| Открытый артериальный проток           | Машинный шум                                                                    |
| Болезнь Паркинсона                     | Тремор «перекатывания пилюль»                                                   |
| Болезнь Уиппла                         | Глазо-жевательная миоритмия                                                     |
| Острый миелолейкоз                     | Род Ауэра                                                                       |
| Рассеянный склероз                     | Двусторонняя межъядерная офтальмоплегия                                         |
| Перикардит                             | Трение перикарда                                                                |
| Ревматическая лихорадка                | Тела Ашоффа                                                                     |
| Бешенство                              | Гидрофобия и тела Негри                                                         |
| Подагра                                | Тофы                                                                            |
| МАСКА                                  | ETV6-NTRK3                                                                      |
| Острый канальцевый некроз              | Грязно-коричневый оттенок                                                       |
| Гранулезноклеточная опухоль            | Тела вызова Экснера                                                             |
| Малакоплакия                           | Органы Михаэлиса-Гутмана                                                        |
| Нарколепсия (с катаплексией)           | Катаплексия                                                                     |
| Endodermal опухоли синус               | Тело Шиллера-Дюваля                                                             |
| Трепетание предсердий                  | Волны флаттера                                                                  |
| Серповидноклеточная анемия             | Сосудисто-окклюзионных кризов                                                   |